# 흥국사역
흥국사역(Heungguksa station, 興國寺驛)은 여천선의 철도역이다. 처음에는 화물취급을 하지 않는 역이었으나, 지금은 인근 여수산업단지의 원자재와 생산물을 수송하는 역할을 하는 화물 전용역이다.

## 역사
- 1968년 11월 23일 : 역사신축 착공
- 1969년 2월 20일 : 역사 준공
- 1969년 5월 1일 : 보통역으로 영업개시[1]
- 1969년 6월 21일 : 화물취급 중지[2]
- 1970년 1월 1일 : 화물 취급 개시[3]
- 1973년 12월 11일 : 배치간이역으로 격하[4]
- 1975년 12월 23일 : 역사 신축 준공과 동시에 보통역으로 승격
- 1982년 2월 1일 : 구내확장(3번선을 6번선으로) 및 한국종합화학 전용선부설, 프로필렌 출하개시
- 1986년 : 여객취급 중지
- 1989년 9월 8일 : 5급역으로 승격 및 적량역 관리역으로 지정, 구내확장(6번선을 11선으로)
- 1993년 6월 10일 : 화물하치장 확장정비 및 태원물산석고화물출하개시
- 1994년 10월 14일 : 콘테이너 하치장 준공, 콘테이너선 연장공사(243m)
- 1995년 1월 16일 : 콘테이너 수송개시, 2번 검수선 폐지
- 2008년 8월 12일 : 역사리모델링(휴게실, 직원 숙직실 등)
- 2024년 1월 24일 : 연동장치 개량(전기식에서 전자식)

## 역 주변
- 여수산업단지
- 삼일동 주민센터
- 삼일우체국
- 삼일중학교
- 중흥초등학교
- 흥국사 - 직선거리로 약 2km 떨어져 있다.

## 참고 문헌
1. ↑  철도청 고시 제106호(1969.04.26), 철도청 고시 제121호(1969.06.17)
2. ↑  대한민국관보 철도청고시 제121호, 1969년 6월 19일
3. ↑  철도청고시 제169호, 1969년 12월 23일.
4. ↑  대한민국관보 철도청고시 제82호, 1972년 12월 28일